# Luddklynne
Luddklynne (Valerianella eriocarpa) är en kaprifolväxtart som beskrevs av Nicaise Auguste Desvaux. Enligt Catalogue of Life ingår Luddklynne i släktet klynnen och familjen kaprifolväxter, men enligt Dyntaxa är tillhörigheten istället släktet klynnen och familjen kaprifolväxter. Arten förekommer tillfälligt i Sverige, men reproducerar sig inte. Utöver nominatformen finns också underarten V. e. intermedia.